# Fahr mal hin
Fahr mal hin war eine Fernsehsendung des Südwestrundfunks und des Saarländischen Rundfunks, die seit 1987 ausgestrahlt wurde. Sie verstand sich als filmischer Reiseführer durch die Länder Baden-Württemberg, Rheinland-Pfalz und das Saarland sowie durch die französischen Regionen Elsass und Lothringen. Die einzelnen Folgen hatten eine Dauer von 30 Minuten und wurden wöchentlich, freitags um 18.15 Uhr gesendet.
Mit der Neuordnung seines frühen Vorabendprogramms und der Ausdehnung der „SWR Landesschauen“ für Rheinland-Pfalz bzw. Baden-Württemberg auf eine dreiviertelstündige Sendezeit zum 3. Juli 2023 wurde das Format „Fahr mal hin“ zusammen mit sechs weiteren aus dem Programm gestrichen. Die anderen Sendungen, die dem Rotstift zum Opfer fielen, sind: „Mensch Heimat“, „Die Rezeptsucherin“, „MarktFrisch“, „made in Südwest“, „natürlich!“ und „Mensch Leute“.
Vorgestellt wurden die Regionen und Städte mit ihren historischen Besonderheiten, Dinge aus der Natur,
Menschen, die etwas Besonderes geleistet haben, kulinarische Spezialitäten oder die örtlichen Feste.
Die Sendung sollte dazu anregen, die beschriebene Gegend einmal aufzusuchen.
Dabei vollzog sich im Laufe der langen Laufzeit dieser Serie ein Schwerpunktwechsel in der Darstellung der vorgestellten Gegenden. Bildeten in den ersten Jahren Kunststätten und historische Orte sowie Landschaften den Schwerpunkt der Filme, so verlagerte sich dieser seit der Jahrtausendwende mehr und mehr auf die Vorstellung von Personen und ihren Interessensgebieten sowie besondere Einrichtungen in den jeweils vorgestellten Landstrichen, wobei Kunst und Geschichte immer mehr in den Hintergrund traten und somit der Charakter als „Reiseführer“ sich grundlegend änderte. Auch die Vorstellung interessanter Orte und Gegenden im nahen französischen Grenzland wurden in den letzten Jahren immer weniger und verschwanden letztlich ganz. Diese Filme wurden zum größten Teil vom Saarländischen Rundfunk (SR) produziert.